# O Quinze (filme)
O Quinze é um filme brasileiro de 2004, do gênero drama, escrito e dirigido por Jurandir de Oliveira, baseado no romance O Quinze, de Rachel de Queiroz.

## Prêmios e indicações
| Prêmio              | Categoria                               | Recipiente               | Resultado |
| ------------------- | --------------------------------------- | ------------------------ | --------- |
| Festival de Gramado | Melhor edição                           | Luelane Loiola           | Venceu    |
| Festicine Goiânia   | Melhor diretor                          | Jurandir de Oliveira     | Venceu    |
| Festicine Goiânia   | Melhor edição                           | Luelane Loiola           | Venceu    |
| Festicine Goiânia   | Melhor som                              |                          | Venceu    |
| Cine Ceará          | Melhor ator                             | Jurandir Oliveira        | Venceu    |
| Cine Ceará          | Melhor atriz                            | Sôia Lira                | Venceu    |
| Cine Ceará          | Prêmio da crítica - Melhor filme        | Letícia Menescal (prod.) | Venceu    |
| Cine Ceará          | Prêmio da APCNN - Melhor longa-metragem | Letícia Menescal (prod.) | Venceu    |